# SNOBOL 4
A linguagem de programação SNOBOL 4 (StriNg Oriented symBOlic Language number 4) é a quarta e última encarnação de uma série de linguagens de programação específicas destinadas à manipulação de sequências de caracteres. É baseada nos princípios de correspondência de padrões (Em inglês: pattern matching) para solucionar problemas de manipulação de seqüencias. Estas linguagens foram desenvolvidas entre 1962 e 1967 nos Laboratórios Bell, da AT&T, por D. J. Farber, R. E. Griswold, e F. P. Polensky.
A linguagem SNOBOL 4 suporta alguns tipos de dados pré-definidos, tais como números inteiros e reais de precisão simples, sequências de caracteres, modelos, matrizes e tabelas, e também permite ao programador a definição de tipos de dados adicionais e de novas funções. Distingue-se das linguagens de programação principais do tempo por incluir modelos (i.e., um tipo de dados cujos valores podem ser manipulados de todas as formas permitidas para todos os outros tipos de dados existentes na linguagem) como um tipo de dados de primeira classe e por disponibilizar operadores para a concatenação e alteração de modelos. As sequências de caracteres geradas durante a execução podem ser tratadas como programas e executadas.
Um modelo SNOBOL 4 tanto pode ser muito simples como extremamente complexo. Um modelo simples é apenas uma sequência de texto (ex: "ABCD"), mas um modelo complexo pode ser uma estrutura de grandes dimensões descrevendo, por exemplo, a gramática completa de uma linguagem de computador.
Nos anos 70 e 80, o SNOBOL 4 foi muito usado nas ciências humanas como linguagem de manipulação de texto. Em anos mais recentes, a sua popularidade decaiu, ao mesmo tempo que linguagens mais novas e eficientes, tais como o Awk e o Perl, tornaram popular a manipulação de sequências de caracteres por meio de expressões comuns. O SNOBOL 4 é agora uma linguagem de interesse especial, utilizada principalmente por entusiastas.

## Exemplos de código

### Média e Somatório de N Inteiros
```
* PROGRAMA QUE CALCULA A MEDIA E O SOMATÓRIO DE N NUMEROS

      
I
 
=
 
0

      
SOMA
 
=
 
0

 
TOPO
 
NUMERO
 
=
 
TRIM
(
INPUT
)
                    
:
F
(
FIM
)

      
I
 
=
 
I
 
+
 
1

      
SOMA
 
=
 
SOMA
 
+
 
NUMERO
                    
:(
TOPO
)

 
FIM
  
MEDIA
 
=
 
SOMA
 
/
 
I

      
OUTPUT
 
=
 
'SOMATORIO ='
 
SOMA

      
OUTPUT
 
=
 
'MEDIA     ='
 
MEDIA

 
END

```